# Jacek Gralewski
Jacek Gralewski – polski pedagog, doktor habilitowany nauk społecznych.

## Życiorys
W 2004 r. ukończył studia z zakresu pedagogiki specjalnej, w 2011 r. obronił pracę doktorską, w 2023 r. habilitował się. Został pracownikiem naukowym na Akademii Pedagogiki Specjalnej im. Marii Grzegorzewskiej.